# Bullinularia
Bullinularia – rodzina ameb należących do gromady Tubulinea wchodzącej w skład supergrupy Amoebozoa.
Należą tutaj następujące gatunki:
- Bullinularia indica Penard, 1907[2]
- Bullinularia minor[2]